# Groombridge 1830
Groombridge 1830 – gwiazda w gwiazdozbiorze Wielkiej Niedźwiedzicy. Jest odległa od Słońca o 29,9 lat świetlnych.

## Nazwa
Oznaczenie Groombridge 1830 odnosi się do katalogu Stephena Groombridge’a wydanego w 1838, w którym wymienił on tę gwiazdę. Bywa ona nazywana „Gwiazdą Argelandera”, na cześć Friedricha Argelandera, który zauważył jej duży ruch własny.

## Charakterystyka
Groombridge 1830 ma wielkość obserwowaną 6,45m. Jest zaliczana do podkarłów, ze względu na niską metaliczność i jasność. Jej jasność jest równa zaledwie 23% słonecznej, a temperatura to około 4985 K. Pomiar średnicy kątowej gwiazdy w połączeniu z paralaksą wskazuje, że ma ona średnicę 66% słonecznej, a jej masa jest obliczana na 61% masy Słońca.
Gwiazdę tę wyróżnia szczególnie duży ruch własny, w katalogu Hipparcosa jest trzecia pod tym względem: tylko Gwiazda Barnarda i Gwiazda Kapteyna mają większy. Względem Słońca porusza się ona z prędkością ok. 320 km/s, około dwudziestokrotnie większą niż średnia i przeciwną względem ruchu Słońca. Ruch i niska zawartość metali świadczą, że jest to gwiazda należąca do halo galaktycznego, która przecina dysk galaktyczny w swoim ruchu wokół Centrum Galaktyki.
W 1936 roku zaobserwowano superrozbłysk, który zwiększył jasność Groombridge 1830 o 70% (w zakresie światła niebieskiego) na 18 minut, wielokrotnie bardziej energetyczny niż rozbłyski słoneczne; takie nieoczekiwane zjawisko powtórzyło się m.in. w 1968. Astronomowie podejrzewali, że gwiazda ma słabego, ale bardzo aktywnego towarzysza, czemu jednak przeczyły pomiary astrometryczne, dopplerowskie i interferometryczne. Obecnie uznaje się, że za te obserwacje odpowiadają wysokoenergetyczne wyrzuty masy z samej gwiazdy.
Nie są znane planety okrążające tę gwiazdę i ich istnieniu może nie sprzyjać niska metaliczność. Ekosfera wokół gwiazdy znajduje się w odległości 0,38–0,83 au od niej; hipotetyczny obiekt krążący wewnątrz niej byłby narażony na superrozbłyski.